# Born to Make You Happy
„Born to Make You Happy“ је песма америчке певачице Бритни Спирс. Издата је 27. новембра 1999. године, као четврти сингл са њеног првог албума „...Baby One More Time“.